# NGC 1985
NGC 1985 é uma nebulosa na direção da constelação de Auriga. O objeto foi descoberto pelo astrônomo William Herschel em 1790, usando um telescópio refletor com abertura de 18,6 polegadas. 